# Дюрбе Хаджі Ґерая
Дюрбе Хаджі Ґерая, або Гаджи Ґірея (крим. Hacı Geray dürbesi) — тюрбе першого кримського хана, збудоване його сином Менґлі I Ґераєм. Поховані в ньому обидва.
У 2007 році уряд Туреччини виділив $ 2,75 млн на відновлення тюрбе та Зинджирли-медресе. Восени 2008 року у підземеллі тюрбе вченими виявлено 18 трун з рештками кримських ханів та їхніх родичів.